# Бечванден
Бечванден (нім. Betschwanden) — колишня комуна в Швейцарії, в кантоні Гларус.
1 січня 2011 року увійшла до складу комуни Південний Гларус (Гларус-Зюд).
Населення складає 191 особу (на 31 грудня 2006 року). За кількістю населення комуна є разом із Лойггельбахом найменшою комуною кантону.
Офіційний код — 1601.